# Zellik-Galmaarden
Zellik-Galmaarden est une course cycliste masculine belge disputée entre Zellik et Gammerages dans le Brabant flamand. Créée en 1983, elle fait partie de l'UCI Europe Tour de 2010 à 2012 en catégorie 1.2. Elle est par conséquent ouverte aux équipes continentales professionnelles belges, aux équipes continentales, à des équipes nationales et à des équipes régionales ou de clubs. Les UCI ProTeams (première division) ne peuvent pas participer. Zellik-Galmaarden figure également au calendrier de la Topcompétition, calendrier de courses belges établi annuellement par la Royale ligue vélocipédique belge et donnant lieu à un classement des coureurs belges de moins de 27 ans et des équipes belges y participant.
Elle est disputée pour la dernière fois en 2012.

## Palmarès
| Année | Vainqueur              | Deuxième                 | Troisième            |
| ----- | ---------------------- | ------------------------ | -------------------- |
| 1983  | Frank Verleyen         | Jean De Bondt            | John de Crom         |
| 1984  | Stefaan Aerts          | Willem Wijnant           | Johan Pauwels        |
| 1985  | Rudy Brusselmans       | Ole Eriksen              | Pascal Van der Vorst |
| 1986  | Rudy Van der Haegen    | Pascal Van der Vorst     | Peter Punt           |
| 1987  | Jean-Pierre Valenpijn  | Pedro Van Bondt          | Peter Punt           |
| 1988  | Eric De Clercq         | Mark Broeck              | Reginald Van Damme   |
| 1989  | Patrick Van De Houwe   | Rigo Willems             | Pascal De Roeck      |
| 1990  | Igor Patenko           | Mario Liboton            | Tom Desmet           |
| 1991  | Mario Liboton          | Nico Desmet              | Dominique Kinds      |
| 1992  | Wim Omloop             | Sebastien Van den Abeele | Danny Sleeckx        |
| 1993  | Wim Feys               | Robbie Vandaele          | Mario Moermans       |
| 1994  | Frank Høj              | Pedro Rossele            | Sébastien Demarbaix  |
| 1995  | Andy De Smet           | Gert Vanderaerden        | Christophe Detilloux |
| 1996  | Niko Eeckhout          | Johan Capiot             | Dirk Aernouts        |
| 1997  | Ludo Dierckxsens       | Frank Høj                | Cezary Zamana        |
| 1998  | Kris Gerits            | Andrzej Sypytkowski      | Hans De Meester      |
| 1999  | Joran Keppens          | Bert Scheirlinckx        | Koen Das             |
| 2000  | Jarno Vanfrachem       | Dmitriy Fofonov          | Nico Indekeu         |
| 2001  | Tom Boonen             | Stijn Vanstraelen        | Jan Kuyckx           |
| 2002  | Johan Vansummeren      | Stijn Devolder           | Bart Dockx           |
| 2003  | Jurgen Van den Broeck  | Bart Bastiaens           | Pieter Mertens       |
| 2004  | Jurgen Vermeersch (nl) | Koen Das                 | Kor Steenbergen      |
| 2005  | Stijn Ennekens         | Kristof De Beule         | Kurt Dierickx        |
| 2006  | Greg Van Avermaet      | Gianni Meersman          | Kevin Van Lierde     |
| 2007  | Kevyn Ista             | Kris Boeckmans           | Kristof Vandewalle   |
| 2008  | Bert De Backer         | Björn Coomans            | Joeri Clauwaert (de) |
| 2009  | Jonas Vangenechten     | Sep Vanmarcke            | Sander Armee         |
| 2010  | Coen Vermeltfoort      | Kevin Claeys             | Julien Vermote       |
| 2011  | Gaëtan Bille           | Mark McNally             | Fabio Polazzi        |
| 2012  | Kevin Thome            | Wesley Kreder            | Mark McNally         |